# Corynoptera abducera
Corynoptera abducera är en tvåvingeart som beskrevs av Werner Mohrig och Björn Rulik 1999. Corynoptera abducera ingår i släktet Corynoptera och familjen sorgmyggor. Inga underarter finns listade i Catalogue of Life.